# NGC 2551
NGC 2551 is een spiraalvormig sterrenstelsel in het sterrenbeeld Giraffe. Het hemelobject werd op 9 augustus 1882 ontdekt door de Duitse astronoom Ernst Wilhelm Leberecht Tempel.

## Synoniemen
- UGC 4362
- MCG 12-8-38
- ZWG 331.40
- ARAK 162
- PGC 23608